# Alec Burleson
Alec Burleson (Charlotte, Carolina del Norte, 25 de noviembre de 1998) es un jugador profesional estadounidense de béisbol que se desempeña en la posición de jardinero izquierdo en St. Louis Cardinals, equipo de las Grandes Ligas de Béisbol (MLB).

## Carrera
Fue seleccionado en la segunda ronda en el Draft de la MLB de 2020. En 2022 hizo su debut profesional con el equipo St. Louis Cardinals, donde lleva jugando dos temporadas.